# حسن‌آباد سفلی (کازرون)
حسن‌آباد سفلی (کازرون)، روستایی از توابع بخش جره و بالاده شهرستان کازرون در استان فارس ایران است.

## جمعیت
این روستا در دهستان جره قرار دارد و بر اساس سرشماری مرکز آمار ایران در سال ۱۳۸۵، جمعیت آن ۳۱۷ نفر (۷۵خانوار) بوده‌است.